# Trichoscelia banksi
Trichoscelia banksi is een insect uit de familie van de Mantispidae, die tot de orde netvleugeligen (Neuroptera) behoort. 
Trichoscelia banksi is voor het eerst wetenschappelijk beschreven door Enderlein in 1910.